# Copa Roca 1957
La Copa Roca 1957 fue un torneo amistoso de fútbol disputado entre la selección brasileña y la selección argentina en los días 7 de julio y 10 de julio de 1957.
El torneo tuvo lugar un año antes de la Copa Mundial de la FIFA 1958, torneo en el que Brasil fue campeón por primera vez y Argentina tuvo una desilusionante campaña.
El primer partido de la competición estuvo marcado por ser el debut de Pelé con la  selección brasileña. El Rey del Fútbol, que entonces sólo tenía 16 años, entró en la primera parte en lugar de Del Vecchio y marcó el único gol de Brasil en el minuto 32. Ángel Labruna, de 39 años, era el único jugador que había disputado la última Copa Roca 1945, 12 años antes.

## Reglamento
Se disputaron dos partidos, ambos en suelo brasileño. El primero tuvo lugar el 7 de julio en el Estadio de Maracaná de Río de Janeiro. El segundo tuvo lugar en São Paulo, en el Estadio Pacaembu, el 10 de julio. Al final de los dos partidos, el vencedor en el global era considerado el campeón. En caso de empate, habría un tercer partido. Pero como la delegación argentina tenía prisa por regresar a casa para el comienzo del campeonato nacional, se decidió que se jugaría una prórroga de 30 minutos. En caso de nuevo empate, la Copa seguiría en manos del actual poseedor.

## Partido
El primer partido lo ganó Argentina. En una victoria indiscutible, según el Jornal dos Sports, mostraron la diferencia de estilos "También quedó claro, en nuestra opinión, que los partidos se pueden ganar con pases cortos. Recordemos que los argentinos nunca utilizaron tiros de larga distancia (...) El pase corto fue considerado la mala hierba de nuestro fútbol. Fue repudiado y combatido como la única causa de decenas de desastres". Para Luiz Bayer, Juan Eulogio Urriolabeitía mandó en el partido. Carizzo fue elogiado por ser un portero "elástico". Herrera sirvió a Labruna para abrir el marcador. Pelé capitalizó el centro de Tite para empatar. Su primer gol con la camiseta de Brasil. Antonio sirvió a Juárez para cerrar el marcador. Fue la primera victoria de Argentina en el Estadio de Maracaná contra Brasil. 
En el segundo partido, Brasil se recuperó. Mazzola adelantó a Pelé para abrir el marcador. Gianserra regaló un penalti a Pepe. Djalma Santos falló. Mazzola remató solo para completar el marcador.

## Resultado
| 1     | POR   | Castilho              |  |
|       | DEF   | Paulinho de Almeida   |  |
|       | DEF   | Bellini               |  |
|       | DEF   | Jadir                 |  |
|       | MED   | Oreco                 |  |
|       | MED   | Zito                  |  |
|       | MED   | Tite                  |  |
|       | MED   | Maurinho              |  |
|       | DEL   | Emmanuele Del Vecchio |  |
|       | DEL   | Luizinho              |  |
|       | DEL   | José Altafini         |  |
| D. T. | D. T. | Pirillo               |  |

| 1     | POR   | Amadeo Carrizo             |  |
|       | DEF   | Fernando Gianserra         |  |
|       | DEF   | Federico Vairo             |  |
|       | MED   | Federico Pizarro           |  |
|       | MED   | Néstor Rossi               |  |
|       | MED   | Herrera                    |  |
|       | DEL   | Juan Eulogio Urriolabeitía |  |
|       | DEL   | Ángel Labruna              |  |
|       | DEL   | Orestes Corbatta           |  |
|       | DEL   | Miguel Juárez              |  |
|       | DEL   | Ramón Moyano               |  |
| D. T. | D. T. | Guillermo Stábile;         |  |

| 76'; | Pelé | 1:2 |

| 30'; 77'; | Bruno Rodolfi; Enrique "Chueco" García | 1:2 |

| 1     | POR   | Castilho              |  |
|       | DEF   | Paulinho de Almeida   |  |
|       | DEF   | Bellini               |  |
|       | DEF   | Jadir                 |  |
|       | MED   | Oreco                 |  |
|       | MED   | Zito                  |  |
|       | MED   | Tite                  |  |
|       | MED   | Maurinho              |  |
|       | DEL   | Emmanuele Del Vecchio |  |
|       | DEL   | Luizinho              |  |
|       | DEL   | José Altafini         |  |
| D. T. | D. T. | Pirillo               |  |

| 1     | POR   | Amadeo Carrizo             |  |
|       | DEF   | Fernando Gianserra         |  |
|       | DEF   | Federico Vairo             |  |
|       | MED   | Federico Pizarro           |  |
|       | MED   | Néstor Rossi               |  |
|       | MED   | Herrera                    |  |
|       | DEL   | Juan Eulogio Urriolabeitía |  |
|       | DEL   | Ángel Labruna              |  |
|       | DEL   | Orestes Corbatta           |  |
|       | DEL   | Miguel Juárez              |  |
|       | DEL   | Ramón Moyano               |  |
| D. T. | D. T. | Guillermo Stábile;         |  |

| 76'; | Pelé | 1:2 |

| 30'; 77'; | Bruno Rodolfi; Enrique "Chueco" García | 1:2 |

| 1     | POR   | Castilho              |  |
|       | DEF   | Paulinho de Almeida   |  |
|       | DEF   | Bellini               |  |
|       | DEF   | Jadir                 |  |
|       | MED   | Oreco                 |  |
|       | MED   | Zito                  |  |
|       | MED   | Tite                  |  |
|       | MED   | Maurinho              |  |
|       | DEL   | Emmanuele Del Vecchio |  |
|       | DEL   | Luizinho              |  |
|       | DEL   | José Altafini         |  |
| D. T. | D. T. | Pirillo               |  |

| 1     | POR   | Amadeo Carrizo             |  |
|       | DEF   | Fernando Gianserra         |  |
|       | DEF   | Federico Vairo             |  |
|       | MED   | Federico Pizarro           |  |
|       | MED   | Néstor Rossi               |  |
|       | MED   | Herrera                    |  |
|       | DEL   | Juan Eulogio Urriolabeitía |  |
|       | DEL   | Ángel Labruna              |  |
|       | DEL   | Orestes Corbatta           |  |
|       | DEL   | Miguel Juárez              |  |
|       | DEL   | Ramón Moyano               |  |
| D. T. | D. T. | Guillermo Stábile;         |  |

| 76'; | Pelé | 1:2 |

| 30'; 77'; | Bruno Rodolfi; Enrique "Chueco" García | 1:2 |

| 1     | POR   | Castilho              |  |
|       | DEF   | Paulinho de Almeida   |  |
|       | DEF   | Bellini               |  |
|       | DEF   | Jadir                 |  |
|       | MED   | Oreco                 |  |
|       | MED   | Zito                  |  |
|       | MED   | Tite                  |  |
|       | MED   | Maurinho              |  |
|       | DEL   | Emmanuele Del Vecchio |  |
|       | DEL   | Luizinho              |  |
|       | DEL   | José Altafini         |  |
| D. T. | D. T. | Pirillo               |  |

| 1     | POR   | Amadeo Carrizo             |  |
|       | DEF   | Fernando Gianserra         |  |
|       | DEF   | Federico Vairo             |  |
|       | MED   | Federico Pizarro           |  |
|       | MED   | Néstor Rossi               |  |
|       | MED   | Herrera                    |  |
|       | DEL   | Juan Eulogio Urriolabeitía |  |
|       | DEL   | Ángel Labruna              |  |
|       | DEL   | Orestes Corbatta           |  |
|       | DEL   | Miguel Juárez              |  |
|       | DEL   | Ramón Moyano               |  |
| D. T. | D. T. | Guillermo Stábile;         |  |

| 76'; | Pelé | 1:2 |

| 30'; 77'; | Bruno Rodolfi; Enrique "Chueco" García | 1:2 |

| 1     | POR   | Gilmar              |  |
|       | DEF   | Paulinho de Almeida |  |
|       | DEF   | Bellini             |  |
|       | DEF   | Jadir               |  |
|       | MED   | Djalma Santos       |  |
|       | MED   | Zito                |  |
|       | MED   | Pelé                |  |
|       | MED   | Maurinho            |  |
|       | DEL   | Pepe                |  |
|       | DEL   | Luizinho            |  |
|       | DEL   | José Altafini       |  |
| D. T. | D. T. | Pirillo             |  |

| 1     | POR   | Amadeo Carrizo             |  |
|       | DEF   | Fernando Gianserra         |  |
|       | DEF   | Federico Vairo             |  |
|       | MED   | Biaggioli                  |  |
|       | MED   | Néstor Rossi               |  |
|       | MED   | Herrera                    |  |
|       | DEL   | Juan Eulogio Urriolabeitía |  |
|       | DEL   | Ángel Labruna              |  |
|       | DEL   | Orestes Corbatta           |  |
|       | DEL   | Miguel Juárez              |  |
|       | DEL   | Sesti                      |  |
| D. T. | D. T. | Guillermo Stábile;         |  |

| 20'; 57' | Pelé; José Altafini | 2:0 |

| Principal | John Husband |

| 1     | POR   | Gilmar              |  |
|       | DEF   | Paulinho de Almeida |  |
|       | DEF   | Bellini             |  |
|       | DEF   | Jadir               |  |
|       | MED   | Djalma Santos       |  |
|       | MED   | Zito                |  |
|       | MED   | Pelé                |  |
|       | MED   | Maurinho            |  |
|       | DEL   | Pepe                |  |
|       | DEL   | Luizinho            |  |
|       | DEL   | José Altafini       |  |
| D. T. | D. T. | Pirillo             |  |

| 1     | POR   | Amadeo Carrizo             |  |
|       | DEF   | Fernando Gianserra         |  |
|       | DEF   | Federico Vairo             |  |
|       | MED   | Biaggioli                  |  |
|       | MED   | Néstor Rossi               |  |
|       | MED   | Herrera                    |  |
|       | DEL   | Juan Eulogio Urriolabeitía |  |
|       | DEL   | Ángel Labruna              |  |
|       | DEL   | Orestes Corbatta           |  |
|       | DEL   | Miguel Juárez              |  |
|       | DEL   | Sesti                      |  |
| D. T. | D. T. | Guillermo Stábile;         |  |

| 20'; 57' | Pelé; José Altafini | 2:0 |

| Principal | John Husband |

| 1     | POR   | Gilmar              |  |
|       | DEF   | Paulinho de Almeida |  |
|       | DEF   | Bellini             |  |
|       | DEF   | Jadir               |  |
|       | MED   | Djalma Santos       |  |
|       | MED   | Zito                |  |
|       | MED   | Pelé                |  |
|       | MED   | Maurinho            |  |
|       | DEL   | Pepe                |  |
|       | DEL   | Luizinho            |  |
|       | DEL   | José Altafini       |  |
| D. T. | D. T. | Pirillo             |  |

| 1     | POR   | Amadeo Carrizo             |  |
|       | DEF   | Fernando Gianserra         |  |
|       | DEF   | Federico Vairo             |  |
|       | MED   | Biaggioli                  |  |
|       | MED   | Néstor Rossi               |  |
|       | MED   | Herrera                    |  |
|       | DEL   | Juan Eulogio Urriolabeitía |  |
|       | DEL   | Ángel Labruna              |  |
|       | DEL   | Orestes Corbatta           |  |
|       | DEL   | Miguel Juárez              |  |
|       | DEL   | Sesti                      |  |
| D. T. | D. T. | Guillermo Stábile;         |  |

| 20'; 57' | Pelé; José Altafini | 2:0 |

| Principal | John Husband |

| 1     | POR   | Gilmar              |  |
|       | DEF   | Paulinho de Almeida |  |
|       | DEF   | Bellini             |  |
|       | DEF   | Jadir               |  |
|       | MED   | Djalma Santos       |  |
|       | MED   | Zito                |  |
|       | MED   | Pelé                |  |
|       | MED   | Maurinho            |  |
|       | DEL   | Pepe                |  |
|       | DEL   | Luizinho            |  |
|       | DEL   | José Altafini       |  |
| D. T. | D. T. | Pirillo             |  |

| 1     | POR   | Amadeo Carrizo             |  |
|       | DEF   | Fernando Gianserra         |  |
|       | DEF   | Federico Vairo             |  |
|       | MED   | Biaggioli                  |  |
|       | MED   | Néstor Rossi               |  |
|       | MED   | Herrera                    |  |
|       | DEL   | Juan Eulogio Urriolabeitía |  |
|       | DEL   | Ángel Labruna              |  |
|       | DEL   | Orestes Corbatta           |  |
|       | DEL   | Miguel Juárez              |  |
|       | DEL   | Sesti                      |  |
| D. T. | D. T. | Guillermo Stábile;         |  |

| 20'; 57' | Pelé; José Altafini | 2:0 |

| Principal | John Husband |

| Bandera de Brasil |
| Campeón Brasil    |
| 4.to título       |

## Goles
| Futbolista            | Selección | Goles |
| --------------------- | --------- | ----- |
| Pelé                  | Brasil    | 2     |
| Ángel Labruna         | Argentina | 1     |
| Miguel Antonio Juárez | Argentina | 1     |
| José Altafini         | Brasil    | 1     |

## Asistentes
| Jugador            | Selección | Asistente |
| ------------------ | --------- | --------- |
| José Ruben Herrera | Argentina | 1         |
| Antonio Garabal    | Argentina | 1         |
| Tite               | Brasil    | 1         |
| José Altafini      | Brasil    | 1         |